# Бараниха (городской округ Семёновский)
Бара́ниха — деревня в составе Беласовского сельсовета городского округа Семёновский Нижегородской области.

## География
Деревня располагается на левом берегу реки Керженец.

## Население
| 2002 | 2010 |
| ---- | ---- |
| 76   | ↘36  |